# Nepenthes naga
Nepenthes naga este o specie de plante carnivore din genul Nepenthes, familia Nepenthaceae, ordinul Caryophyllales, descrisă de Akhriadi, Hernawati, Primaldhi și M. Hambali. Conform Catalogue of Life specia Nepenthes naga nu are subspecii cunoscute.

## Galerie de imagini

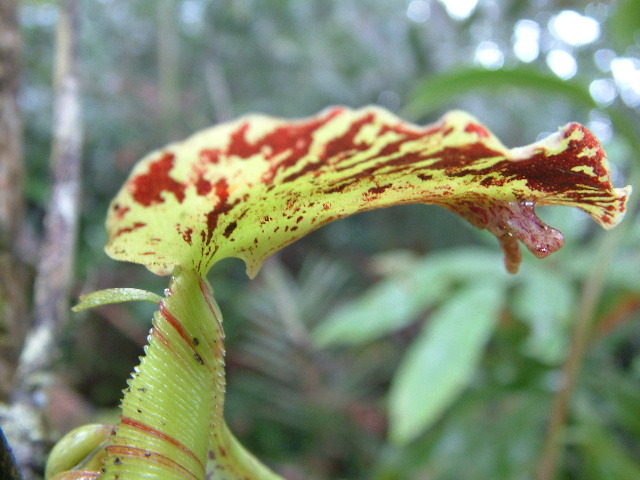
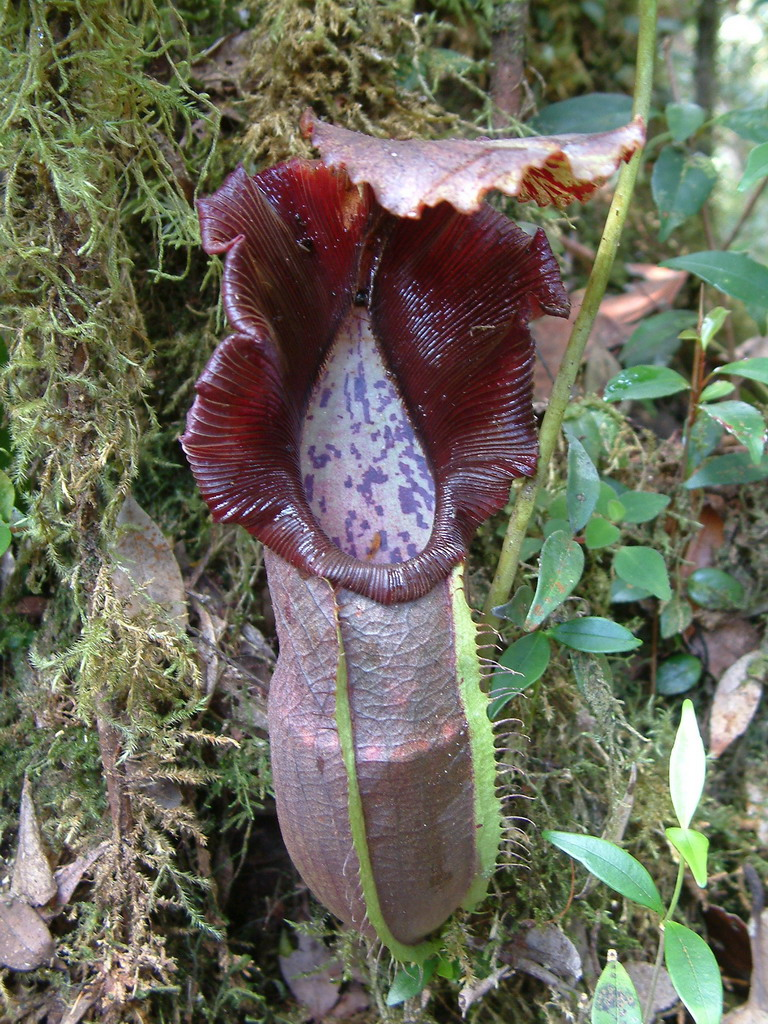
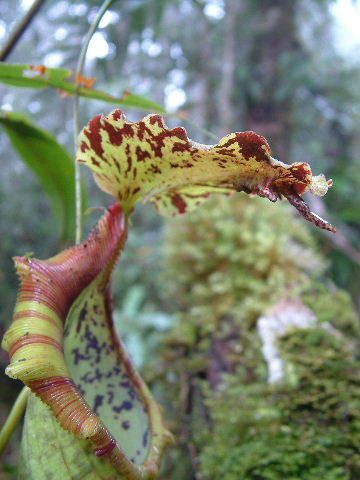
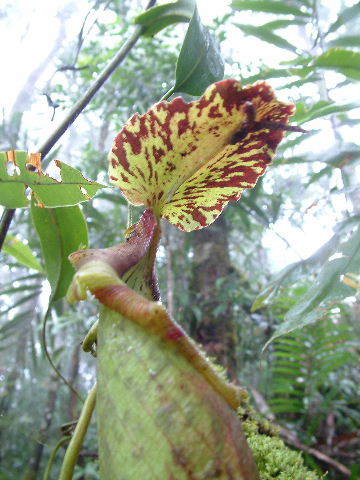
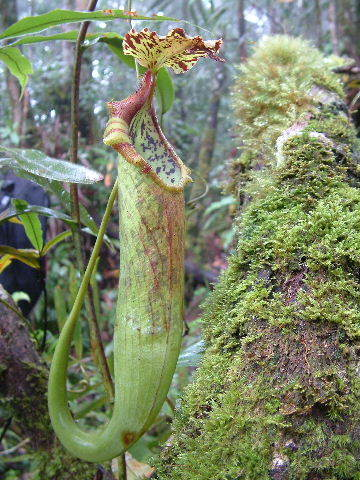
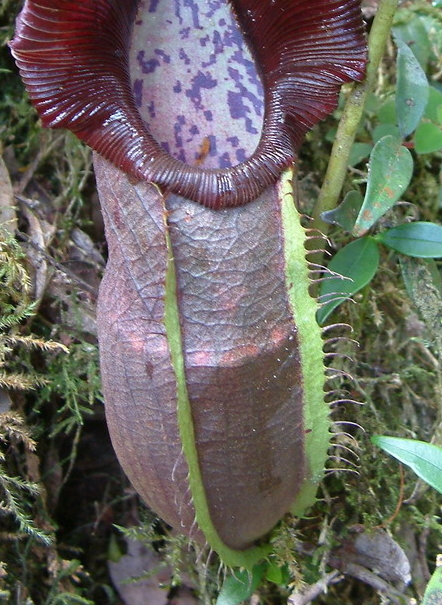